# Edme Jean Louis Grillon
Edme Jean Louis Grillon (* 7. Februar 1786 in Paris; † 23. August 1854 in Dieppe) war ein französischer Architekt.

## Leben
Edme Jean Louis Grillon studierte zuerst Architektur unter Éloi Labarre, dann unter François Debret und Louis-Hippolyte Lebas und folgte gleichzeitig dem Unterricht an der École des Beaux-Arts, wo er sechs Medaillen und 1809 den zweiten Preis für den Entwurf einer Kathedrale gewann. Nach zweijährigem Aufenthalt in Italien wurde er 1811 zweiter Bauinspektor des Schlachthofs von Roule in Paris (1811) sowie 1820 Bauinspektor des Palais des Beaux-Arts und des Saales der Oper. 1825 erhielt er als Architekt der Regierung den Auftrag für das Piedestal des geplanten Denkmals Ludwigs XVI.  am Place de la Concorde, das jedoch nicht realisiert wurde. 1819 war er Berichterstatter beim Rat für zivile Gebäude geworden, als dessen Generalinspekteur er von 1832 bis zu seinem Tod fungierte. Er war auch Mitglied der historischen Kommission für Kunst und Denkmäler und nahm von 1834 bis 1848 an den Sitzungen des Stadt- und Generalrats des Département Seine teil. 1834 wurde er zum Ritter und 1841 zum Offizier der Ehrenlegion ernannt. 1844 erhielt er den Posten eines Verwalters der Sparkassen.
Zu den wichtigsten Arbeiten Grillons zählen das Zollgebäude von Paris (um 1840) und die Gebäude der Compagnie générale du magasinage public, die Errichtung öffentlicher Gebäude und Fabriken sowie die Restaurierung alter Schlösser diverser Epochen. Er war Mitarbeiter an dem Werk Choix d’édifices publics projetés et construits en France und veröffentlichte mit Callou und Jacoubet Études sur un nouveau système d’alignement et de percement de voies publiques, faites en France en 1840 et 1841, présenté au Conseil de Bâtiments civils d’après l’invitation de M. le citoyen ministre de l’intérieur (Paris 1848).